# Carlo Callerio
Carlo Callerio (Albonese, 3 aprile 1901 – Trieste, 30 luglio 1999) è stato un microbiologo e farmacologo italiano,  noto per avere prodotto insieme a Rodolfo Ferrari  una delle prime penicilline italiane e il lisozima, l'enzima presente nei tessuti animali dotato di attività antibatterica. Fondò a Milano la SPA Società Prodotti Antibiotici insieme al farmacologo Rodolfo Ferrari.

## Biografia

### Studi e docenza accademica
Si laurea con lode presso la Facoltà di Medicina dell'Università degli Studi di Pavia il 5 luglio del 1926 e sostiene l'esame di stato a Padova nel 1926. A Pavia, viene assunto in qualità di assistente provvisorio presso la Clinica Medica dal 1928 al 1930; nel 1932 detiene il ruolo di assistente provvisorio presso l'Istituto di Patologia Generale fino al 1933. A Trieste insegna per molti anni presso l'Università della città.

### La costituzione della SPA Società Prodotti Antibiotici
Il 24 maggio 1947 Carlo Callerio insieme al farmacologo Rodolfo Ferrari, costituisce a Milano la SPA Società Prodotti Antibiotici, contribuendo alla ricostruzione sanitaria dell’Italia del dopoguerra, grazie a una sostanza rivoluzionaria che giunse dal Nord America con le truppe alleate: la penicillina.
In quel momento storico, la necessità di poter produrre penicillina nazionale, spinge Carlo Callerio a contribuire alla produzione in SPA Società Prodotti Antibiotici di due prodotti: una delle prime penicilline italiane, la Supercillin. e il lisozima.
Il Lisozima viene posto in commercio per la umanizzazione biologica del latte di vacca e come integratore dell'alimentazione artificiale del lattante.

### Il Lisozima e la collaborazione con Alexander Fleming

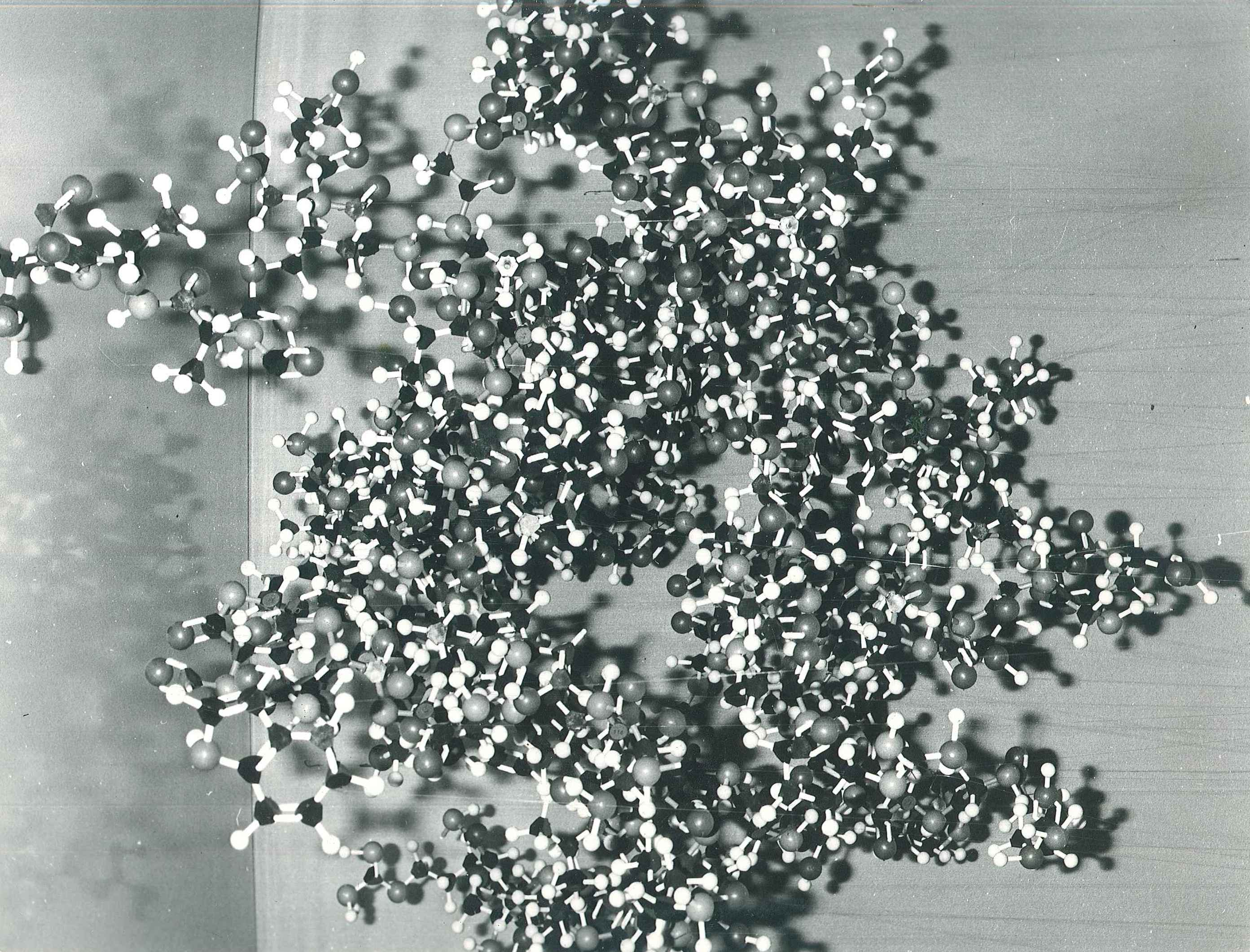
Molecola del Lisozima

Durante la sua lunga vita di scienziato e ricercatore, Callerio si dedica principalmente allo studio del lisozima. A capo dei laboratori di SPA Società Prodotti Antibiotici, sperimenta la lavorazione sulle colture in vitro, pratica a quei tempi non così semplice e di comune utilizzo. E proprio qui nel 1950, supportati dalla consulenza scientifica di Alexander Fleming, Carlo Callerio e Rodolfo Ferrari riescono a produrre la sostanza antibatterica scoperta dallo scienziato britannico. Fleming scopre il lisozima nel 1922 e ne sperimenta la grande differenza rispetto alla penicillina: il Lisozima attaccava principalmente germi non patogeni per l’uomo, mentre la penicillina attaccava potentemente molte delle più comuni infezioni umane.
Nel 1950 il Premio Nobel Alexander Fleming, in occasione della partecipazione al II° Congresso Nazionale Antibiotici-Milano, incontra Carlo Callerio e Rodolfo Ferrari durante la visita ai laboratori della SPA Società Prodotti Antibiotici.

### Fondazione Carlo e Dirce Callerio

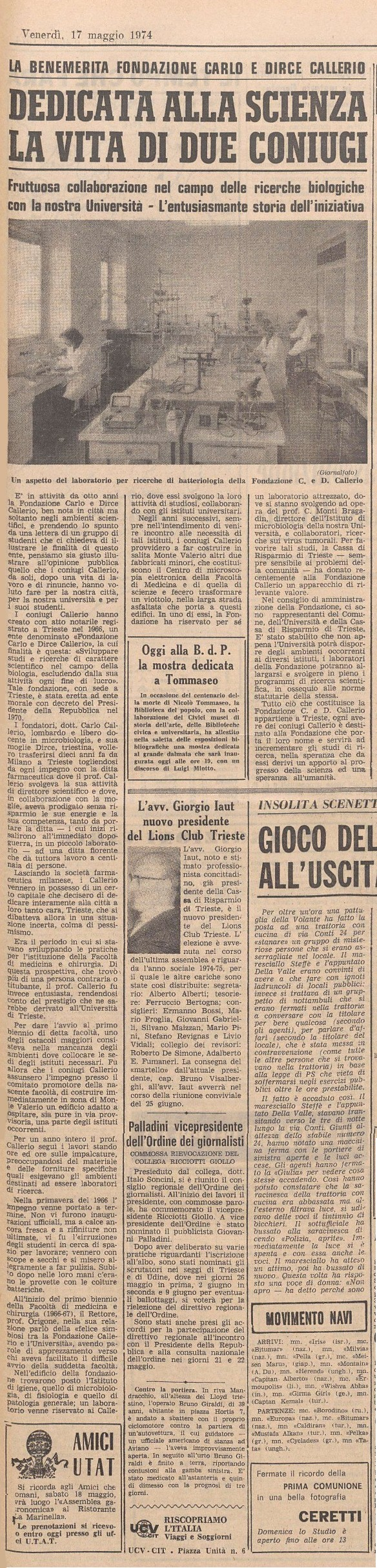
Fondazione Carlo e Dirce Callerio - Trieste

Nel 1963 Callerio insieme alla moglie Dirce Babudieri lascia Milano per trasferirsi a Trieste e perfezionare gli studi sul lisozima, scoprendone la grande efficacia contro le affezioni tipiche della stagione fredda, l'immunodepressione dovuta al cancro e le infezioni in generale, se somministrato per via orale. Nel 1965 i Callerio, spinti da un grande amore per la città di Trieste, la cultura e la scienza, si assumono l'impegno di far costruire a proprie spese e su un terreno di loro proprietà, un edificio che possa ospitare una parte degli istituti della Facoltà di Medicina e Chirurgia dell'Università di Trieste, che alla data non aveva spazi sufficienti e poteva ospitare solo la Facoltà di Farmacia.
Nel 1966 creano un ente denominato "Fondazione Carlo e Dirce Callerio", la cui finalità è quella di sviluppare studi e ricerche di carattere scientifico nel campo della biologia senza alcuno scopo di lucro. Parte degli edifici della Fondazione diventeranno sede degli istituti di Fisiologia, Patologia Generale, Microbiologia ed Igiene dell'Università di Trieste, altri vennero adibiti a laboratori dell'Istituto di Ricerche Biologiche.
In questi ambienti, al microscopio ottico ed elettronico viene studiata la formazione di granuli azzurrofili nel citoplasma di cellule tumorali trattate in vitro con lisozima (relazione presentata al 2° Symposium Internazionale sul Lisozima di Fleming, Milano-Museo della scienza e della tecnologia, 7-9 Aprile 1961, e successiva pubblicazione sulla rivista Nature).
Lo studio viene discusso nel 1969 a New York insieme al Prof. Elliot F. Ossermann e al Premio Nobel Christian de Duve presso la Columbia University.
Alla loro morte, i coniugi Callerio lasciano alla città di Trieste ogni loro avere da destinarsi alla ricerca scientifica e al progresso dell'umanità.

### Pubblicazioni
Qui di seguito alcune delle pubblicazioni di Carlo Callerio dai primi anni 30' fino agli anni 70':
- Carlo Callerio, Bollettino della Società Medico Chirurgica di Pavia, Pavia, 1930.[11]
  - Sopra un metodo rapido di colorazione delle spirochete
  - Un metodo semplice per la cultura del Bacillo di Koch dagli sputi
  - Sulla questione della filtrabilità del virus tubercolare
- Carlo Callerio Schiantarelli G., Bollettino della Società Medico Chirurgica di Pavia, Pavia, 1930.[11]
  - Ricerche sul batteriofago nel tifo
- Carlo Callerio, Bollettino della Società Medico Chirurgica di Pavia 44, Pavia, 1930.[12]
  - Ricerche culturali sul bacillo della tubercolosi
- Carlo Callerio, Bollettino della Società Medico Chirurgica di Pavia 46,699, Pavia, 1932.[13]
  - Studi sul «Lysozym»
  - Sulla questione della filtrabilità del virus tubercolare
- Carlo Callerio, Bollettino della Società Medico Chirurgica di Pavia, Pavia, 1932.
  - Sull'uso dei terreni all'agar germi per la ricerca del batteriofago
- Carlo Callerio, Bollettino della Società Medico Chirurgica di Pavia, Pavia, 1933.
  - Contributo alla tecnica delle culture anaerobiche
- Carlo Callerio Giuseppe Podio, Estratto dalla Rivista Terapia Antibiotica e Chemioterapia Anno VI n. 9-10, Milano, 1956, Editrice SPA Società Prodotti Antibiotici.
  - Contributo alla terapia d'urgenza delle sindromi emorragiche dell'apparato broncopolmonare mediante il lisozima di Fleming
- Carlo Callerio, Estratto dagli Atti del I° Symposium Internazionale sul Lisozima di Fleming, Milano, 1959.
  - Osservazioni sul dosaggio biologico del lisozima
- Dirce Callerio Babudieri Carlo Callerio, Nature Vo. 200 n. 4907 pp 693-694 November 16, 1963.
  - Electron microscope observations of tumour cell cultures in the presence of lysozyme
- Dirce Callerio Babudieri Carlo Callerio, Nuovi Annali d'Igiene e Microbiologia Vol. XIX n. 4, Roma, Il Pensiero Scientifico Editore, 1968.
  - Ulteriori osservazioni sui granuli citoplasmatici lisosomo-simili ottenuti con lisozima fluorescente in cellule KB
- Dirce Callerio Babudieri Carlo Callerio, Estratto dal Bollettino Ist Sieroter. Milanese, 49,2,159, Milano, 1970.
  - Osservazioni sul comportamento delle piastrine e dei leucociti di sangue umano periferico, coltivati in presenza di lisozima marcato con isotiocianato di fluoresceina